# Transversospinales
Transversospinales er en gruppe af muskler på menneskets ryg. Deres kombinerede bevægelse er rotation og ekstension af den vertebrale columna. Disse muskler er små og har en dårlig mekaniske fordel ved deltagelse i bevægelse. De inkluderer:
- de tre semispinalis muskler, fra 4-6 hvirvelsegmenter
  - semispinalis thoracis
  - semispinalis cervicis
  - semispinalis capitis
- multifidus, fra 2-4 hvirvelsegmenter
- rotatorere, fra 1-2 hvirvelsegmenter
  - rotatores cervicis
  - rotatores thoracis
  - rotatores lumborum
- interspinales
- intertransversarii